# ビリオン・ダラー・ベイビーズ
『ビリオン・ダラー・ベイビーズ』（Billion Dollar Babies）は、アメリカ合衆国のロック・バンドであるアリス・クーパーが1973年に発表した、6作目のスタジオ・アルバム。

## 背景
前作『スクールズ・アウト』（1972年）リリース前の1972年6月より、ツアーの合間を縫ってイギリスのウェルスデンにあるモーガン・スタジオでレコーディングされた。タイトル曲「ビリオン・ダラー・ベイビーズ」のレコーディングには、同スタジオで同時期にレコーディングしていたドノヴァンが参加した。
ジャケットは蛇革の財布をモチーフとしており、オリジナルLPは見開きジャケットの中に「10億ドル札」が封入されていた。

## 反響・評価
アリス・クーパーのアルバムとしては初めてアメリカのBillboard 200で1位を獲得し、1973年3月にはRIAAによってゴールドディスクに認定され、その後も売り上げを伸ばして1986年10月にはプラチナディスクに認定された。また、全英アルバムチャートでも初の1位獲得を果たし、オランダでは9週連続1位という大ヒットを記録した。
音楽評論家のGreg Pratoはオールミュージックにおいて「クーパーの最高傑作の一つというだけでなく、時代を超えた真のロック・クラシックスの一つであり続けている」と評している。

## 収録曲
Side 1
1. ハロー・フレイ "Hello Hooray" (Rolf Kempf)– 4:16
2. レイプト・アンド・フリージン "Raped and Freezin'" (Alice Cooper, Michael Bruce) - 3:19
3. アリスは大統領 "Elected" (A. Cooper, Glen Buxton, M. Bruce, Dennis Dunaway, Neal Smith) – 4:05
4. ビリオン・ダラー・ベイビーズ "Billion Dollar Babies" (A. Cooper, M. Bruce, N. Smith, Reggie Vinson) – 3:42
5. アンフィニッシュト・スウィート "Unfinished Sweet" (A. Cooper, M. Bruce, N. Smith) – 6:18

Side 2
1. ノー・モア・ミスター・ナイス・ガイ "No More Mr. Nice Guy" (A. Cooper, M. Bruce) – 3:06
2. ジェネレイション・ランドスライド "Generation Landslide" (A. Cooper, G. Buxton, M. Bruce, D. Dunaway, N. Smith) – 4:31
3. シック・シングス "Sick Things" (A. Cooper, M. Bruce, Bob Ezrin) – 4:18
4. マリー・アン "Mary Ann" (A. Cooper, M. Bruce) – 2:20
5. アイ・ラヴ・ザ・デッド "I Love the Dead" (A. Cooper, B. Ezrin) – 5:09

## 参加ミュージシャン
- アリス・クーパー - ボーカル
- グレン・バクストン - ギター
- マイケル・ブルース - ギター、キーボード
- デニス・ダナウェイ - ベース
- ニール・スミス - ドラムス

アディショナル・ミュージシャン
- ディック・ワグナー - ギター
- スティーヴ・ハンター - ギター
- ボブ・ドーリン - キーボード
- ミック・マッシュビア - ギター
- ドノヴァン - バッキング・ボーカル(#4)